# Каменка (приток Полы)
Каменка — река в России, протекает по Пеновскому району Тверской области и Марёвском районе Новгородской области. Истоки реки находятся у водораздела с бассейном Волги, до истоков Меглинки около километра. Устье реки находится в километре к северу от деревни Новая Русса Молвотицкого сельского поселения в 170 км по правому берегу реки Пола. Длина реки составляет 44 км.
У деревни Быково ширина реки — 7 м, глубина — 20 см.
Притоки (от истока к устью): Половинец (левый), Иловка (правый, высота устья 220,6), Ольшинка (правый), Невеж (левый).
У истока в Пеновском районе река протекает по территории Рунского сельского поселения. Жилых деревень здесь нет. В Марёвском районе Новгородской области река сначала протекает по территории Марёвского сельского поселения. На реке стоят деревни Рудаково и Афаносово. Ниже на реке расположены деревни Молвотицкого сельского поселения: Гусево, Быково, Павлово и Сидорово.
О древнем заселении долины реки свидетельствует памятники археологии: жальник XII—XV вв. на правом берегу в 850 м к северо-западу от Афаносова, сопка VIII—X вв. на левом берегу в 1,35 км от к северо-западу от Афаносова и курганная группа VI—IX вв. неподалёку от деревни Шинково.

## Данные водного реестра
По данным государственного водного реестра России относится к Балтийскому бассейновому округу, водохозяйственный участок реки — Ловать и Пола, речной подбассейн реки — Волхов. Относится к речному бассейну реки Нева (включая бассейны рек Онежского и Ладожского озера).
Код объекта в государственном водном реестре — 01040200312102000021939.